# Мурадов, Арби
Арби́ Мура́дов (1986 год, Аргун, Чечено-Ингушская АССР, РСФСР, СССР) — российско-бельгийский боец смешанных единоборств, абсолютный чемпион Бельгии и Голландии по джиу-джитсу, призёр чемпионата Европы по бразильскому джиу-джитсу, обладатель чёрного пояса, тренер клубов «Golden Gloves» Eindhoven (Нидерланды), «Bad Boys» (Бельгия), бойцовского клуба «Беркут».

## Биография
Родился в 1986 году в Аргуне. В детстве занимался вольной борьбой в Грозном, стал чемпионом Чечни среди юношей. После начала боевых действий в 1994 году семья переехала в Ингушетию. Там Арби Мурадов продолжал тренироваться, выполнил норматив мастера спорта.
В 2001 году в связи с боевыми действиями в Чечне уехал в Бельгию, где увлёкся дзюдо. Его новым тренером стал Вим Депютер. Под его руководством Мурадов неоднократно побеждал на различных турнирах по дзюдо и джиу-джитсу в странах Бенилюкса, стал бронзовым призёром чемпионата Европы.
В 2006—2008 годах успешно выступал в смешанных единоборствах — провёл три встречи и все досрочно выиграл болевыми приёмами. Однако решил сосредоточиться на джиу-джитсу и оставил единоборства.
Работает тренером по смешанным единоборствам в клубах «Golden Gloves» Eindhoven (Нидерланды) и «Bad Boys» (Бельгия).
В 2012 году двукратный чемпион мира по джиу-джитсу сэнсэй Филипе Коста вручил Мурадову чёрный пояс и назначил представителем федерации «Brasa» в Европе. В том же году по предложению основателя и руководителя бойцовского клуба «Беркут» Майрбека Хасиева Мурадов стал тренером этого клуба.
Свободно владеет французским и голландским языками. Имеет гражданство России и Бельгии.

## Спортивные достижения
- Чёрный пояс по бразильскому джиу-джитсу;
- Мастер спорта по вольной борьбе;
- Чемпион Чеченской Республики среди юношей;
- Чемпион Бельгии по дзюдо;
- Чемпион Бельгии и Нидерландов по боям без правил;
- Победитель малого чемпионата мира по грэпплингу;
- Чемпион Бенилюкса;
- Призёр чемпионата Европы по бразильскому джиу-джитсу.

## Статистика выступлений в смешанных единоборствах
| Результат | Дата       | Состязание                                    | Соперник      | Страна  | Раунд | Время | Метод   |
| --------- | ---------- | --------------------------------------------- | ------------- | ------- | ----- | ----- | ------- |
| Победа    | 19.1.2008  | MMA Semi Pro −75 / Mixed Fight Event Lanklaar | Боб Руийк     |         | 1     |       | Болевой |
| Победа    | 14.10.2006 |                                               | Рони Альбрехт |         | 1     |       | Болевой |
| Победа    | 13.1.2006  | Dawsu — Fight Event                           | Геворг Геворг | Бельгия | 1     | 0:14  | Болевой |